# Emmanuel de Grouchy

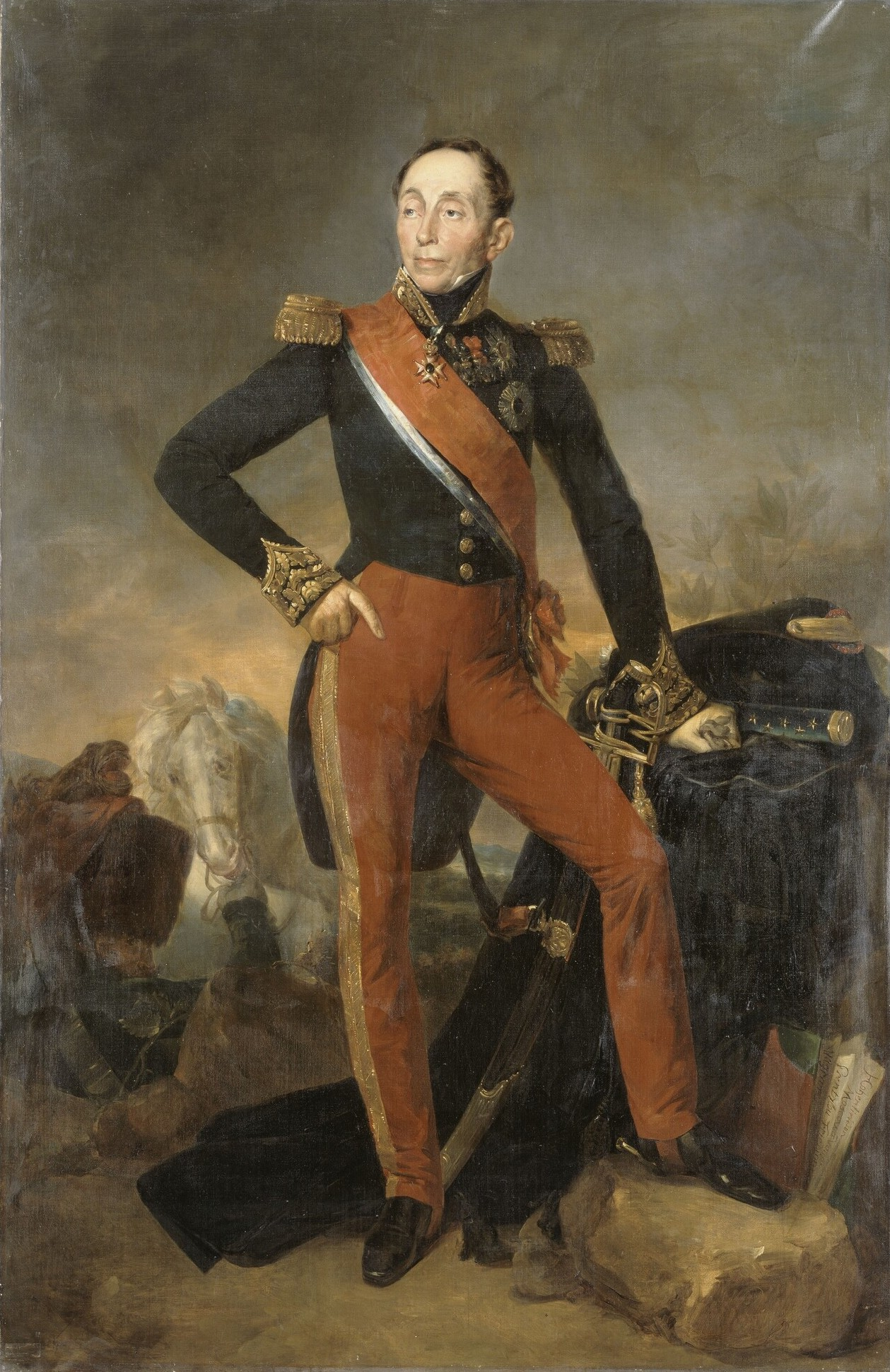
Emmanuel de Grouchy

Emmanuel de Grouchy, 1. Marquis de Grouchy (* 23. Oktober 1766 in Paris; † 29. Mai 1847 in Saint-Étienne) war ein französischer General und der letzte von Napoleon  ernannte Maréchal d’Empire.

## Leben

### Anfänge
Grouchy trat 31. März 1780 in die Straßburger Artillerieschule ein und diente in Kavallerie-, Dragoner- und Husarenregimentern. Am 7. September 1792 wurde er General und kämpfte in der „Armee des Südens“ bei der Eroberung Savoyens. Im Frühjahr 1793 entsetzte er Nantes, zog sich dann aber aus der Armee zurück, als der Konvent das Dekret erließ, dass alle Adligen aus der Armee und den Staatsämtern entfernt werden sollten.

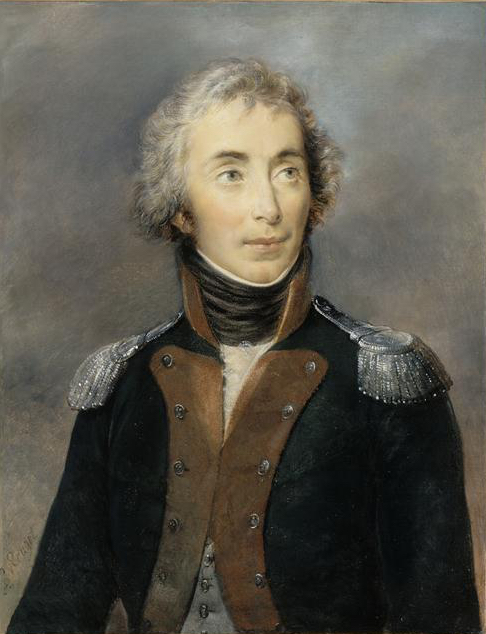
Emmanuel de Grouchy als Colonel des 2^{e} régiment de dragons, 1792

Acht Monate später, wieder im Militärdienst, wurde er Generalstabschef der „West-Armee“ unter General Hoche, bekämpfte den Bürgerkrieg an der Loire und stach am 15. Dezember 1796 mit 18.000 Landungstruppen in See zur unglücklich verlaufenden Landungsexpedition in Irland. Zurück kam er letztlich 1798 zur Armée d’Italie, die unter General Joubert stand und wo er wegen seiner Erfolge vom Direktorium zum Général en chef der Truppen im Piemont und Verwalter dieser Region ernannt wurde. In den folgenden Kämpfen erzielte er anfänglich Erfolge, wurde aber bei Pasturana aus 14 Wunden blutend gefangen genommen und erst ein Jahr später ausgetauscht.

### In der Grande Armée
Im Juli 1800 wurde er zur von General Moreau befehligten Armée du Rhin kommandiert und zeichnete sich neben Ney in der Schlacht bei Hohenlinden am 3. Dezember besonders aus. Nach dem Frieden von Lunéville wurde er Generalinspecteur der Kavallerie, fiel aber bei Napoleon in Ungnade, als er sich im Prozess gegen Moreau für diesen engagierte, sodass er lange Zeit inaktiv bleiben musste.
1805 bekam er das Kommando über das 2. Korps der Grande Armée und nahm an den Gefechten bei Wertingen, Günzburg und der Schlacht bei Ulm teil, 1806 führte er eine Abteilung Dragoner, mit der er in Berlin am 25. Oktober einzog. Bei den folgenden Kämpfen, an denen Grouchy stark beteiligt war, kapitulierte am 28. Oktober das preußische Hohenlohe’sche Korps und am 6. November die Stadt Lübeck.
Im Feldzug von 1807 führte er 4.000 Reiter in die Schlacht bei Eylau, von denen abends nur 1.200 übrig waren, in der Schlacht bei Friedland fand er weitere Anerkennung. 1808 wurde er Gouverneur von Madrid und ging massiv gegen den Aufstand vom 2. Mai vor. 1809 in der „Italienarmee“ kämpfte er in der Schlacht an der Piave und traf mit seiner Division als erster in Graz ein und besetzte die Stadt, nahm jedoch nicht an der folgenden Belagerung der Grazer Schlossbergfestung teil, besiegte Erzherzog Johann mehrfach und nahm an der Schlacht bei Wagram teil. In Anerkennung seiner militärischen Leistungen wurde Grouchy 1808 zum comte de l’Empire in der Noblesse impériale erhoben.

### Russland und Napoleons erstes Ende

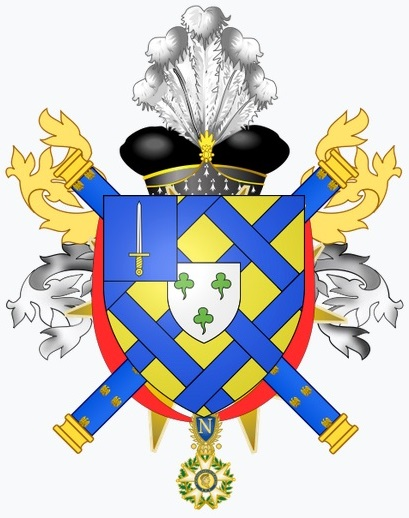
Wappen de Grouchys als napoleonischer comte de l’Empire

Im Russlandfeldzug war er der Erste, der den Dnjepr passierte; er kämpfte bei Smolensk und in der Schlacht an der Moskwa, wurde dort aber schwer verwundet. In weiteren Gefechten zeichnete er sich so aus, dass Napoleon ihn zum Kommandeur des bataillon sacré ernannte, welches nur aus Offizieren bestand und für den persönlichen Schutz Napoleons verantwortlich war. Als er zurück aus Russland kein Kommando über ein Korps erhielt, quittierte er am 1. April 1813 den Dienst.
Als der Einfall der Alliierten in Frankreich drohte, bot er sich dem Kaiser wieder an und erhielt am 25. Dezember sein Patent als „General en chef“ der Kavallerie. Nach Erfolgen, wie z. B. dem Zurückdrängen des Generals von Kleist bei Vauchamps, wurde er bei Craonne am 7. März 1814 so schwer verwundet, dass er die Armee verlassen musste.

### Waterloo
Als Napoleon aus Elba zurückkehrte, übernahm Grouchy wieder militärische Kommandos, wurde zum Pair von Frankreich ernannt, und er erhielt nach den Kämpfen bei Charleroi und Gilly den rechten Flügel – 50.000 Mann – der Armee, die Napoleon nach Belgien führte.
Seinen Auftrag, Blücher zu verfolgen und zu schlagen, verfolgte er so strikt, dass er nicht nach Waterloo eilte, wo Kanonendonner zu hören war. So unterstützte er Napoleon nicht und suchte Blücher vergebens, der schon längst in Waterloo eingetroffen war. Er wurde mit seinen 40.000 bis 50.000 Mann in der Schlacht bei Wavre gegen das III. Armee-Korps der Preußischen Armee gebunden, der dadurch fehlende Entsatz für die Schlacht bei Belle Alliance gilt als mitverantwortlich für den entscheidenden und endgültigen Sieg der siebten Koalition.
Als Napoleon zum zweiten Mal abdankte, wanderte Grouchy nach Philadelphia, USA, aus – er verlor vorübergehend seine Titel, kam im Jahre 1821 aber nach Frankreich zurück. Unter König Louis Philippe wurde er 1831 wieder Marschall und 1832 als Marquis de Grouchy auch Pair von Frankreich. Er starb am 29. Mai 1847 in Saint-Étienne.

## Zeitgenössisches Urteil
Das Urteil, Grouchy sei schuld an der Niederlage von Waterloo, ist wohl Napoleon selbst zuzuschreiben. Tatsächlich wird ihm zu jenem Zeitpunkt, als er den Kanonendonner hört, in Walhain auf halbem Weg zwischen Gembloux und Wavre ein verspätetes Frühstück gereicht: Erdbeeren mit Sahne und Champagner. Man hört aber nicht nur Kanonendonner, sondern spürt die Erde beben und sieht im Westen Rauch und Qualm aufsteigen. General Gérard fordert ihn auf, sofort in Richtung des Kanonendonners zu marschieren, aber Grouchy hat aus den widersprüchlichen Befehlen seines Kaisers nur das Wort Wavre herausgehört, was er danach erreichen will. Er ist spät dran und Blücher hat mittlerweile einen Tag Vorsprung. Er weiß, dass dies kein Vorpostengefecht sein kann. Wenn er in diesem Augenblick nach links geschwenkt wäre, dann würden seine Truppen Blücher den Weg abschneiden. Aber er marschiert nach Norden, nach Wavre, wo er auf das Korps des Generals Thielmann trifft.

„Grouchy war von seinem Lager in Gembloux nicht vor 10 Uhr aufgebrochen. Zwischen 12 und 1 Uhr war er auf halben Wege zwischen Gembloux und Wavre. Er hörte die furchtbare Kanonade von Waterloo. Kein erfahrener Mann konnte daran zweifeln, was dieser Geschützdonner bedeutete. Viele hundert Geschütze  standen im Feuer, folglich waren es zwei große Heere die miteinander kämpften. General Excelmans, der die Kavallerie befehligte, war aufs äußerste erregt und sagte zu Marschall Grouchy: „Der Kaiser kämpft gegen die englische Armee. Es kann kein Zweifel bestehen, ein so gewaltiges Feuer kann kein Scharmützel sein. Marschall, wir müssen in der Richtung des Kannonendonners marschieren! Ich bin ein Soldat der italienischen Armee. Hundertmal habe ich General Bonaparte diesen Grundsatz betonen hören. Wenn wir uns links wenden, werden wir in zwei Stunden auf dem Schlachtfeld sein.“ „Sie mögen recht haben“ erwiderte der Marschall, „wenn jedoch Blücher bei Wavre angreift und mich in der Flanke bedroht, so komme ich in Gefahr, meinen Befehl nicht befolgt zu haben, der mich heißt; Blücher entgegen zu marschieren.“ In diesem Augenblick traf Graf Gérard beim Marschall Grouchy ein und gab ihm denselben Rat wie General Exelmans. „Ihr Befehl lautet“, sagte er, „dass Sie gestern in Wavre sein sollten und nicht heute. Das Sicherste was Sie tun können, ist, aufs Schlachtfeld zu gehen. Sie können nicht leugnen, dass Blücher einen Tag Vorsprung hat. Er war gestern in Wavre und Sie in Gembloux. Und wer weiß, wo er jetzt ist? Wenn er zu Wellington gestoßen ist, werden wir ihn auf den Schlachtfeld finden, und dann ist ihr Befehl buchstäblich erfüllt. Ist er nicht dort, so wird ihre Ankunft die Schlacht entscheiden. In zwei Stunden können wir zur Ehre des Tages beitragen. Und wenn wir die Engländer vernichten, was kümmern wir uns dann um Blücher, der schon geschlagen ist.“ Der Marschall schien überzeugt. Aber in diesem Augenblick meldete man ihm, seine leichte Kavallerie hätte Wavre erreicht und stände schon im Gefecht mit den Preußen. Die gesamte preußische Streitmacht sei dort vereinigt und bestehe wenigstens aus 80000 Mann. Als er dies hörte setzte er seine Marsch nach Wavre fort und traf um 4 Uhr nachmittags dort ein. Da er glaubte, die gesamte preußische Armee vor sich zu haben, verwendete zwei Stunden darauf, seine Truppen in Schlachtordnung aufzustellen und die nötigen Anordnungen zu treffen.“

 Demgegenüber betont Carl von Clausewitz, dass hierfür zum Zeitpunkt der Entscheidung keine militärische Veranlassung vorlag und somit nicht von einem Fehler gesprochen werden kann.

„Es ist nämlich von Bonaparte und vielen anderen dem Marschall Grouchy vorgeworfen worden, dass er nicht auf den Rat Excelmans und Gérards gehört habe, die ihn auf das furchtbare Kanonenfeuer bei der Hauptarmee aufmerksam gemacht und in ihn gedrungen hätten, seine Bewegung ohne Weiteres dahin zu richten; es ist dabei der in der Geschwindigkeit von Rogniat fabrizierte Grundsatz in Anspruch genommen worden, daß der Befehlshaber einer abgesonderten Kolonne immer seine Richtung dahin zu nehmen habe, wo ein heftiges Feuer die Krisis einer Entscheidung andeute. Aber dieser Grundsatz kann nur für solche Fälle gelten, wo der Befehlshaber einer abgesonderten Kolonne durch die Umstände in eine zweifelhafte Lage gesetzt worden ist, in der die frühere Klarheit und Bestimmtheit seiner Aufgabe sich in die Ungewissheiten und Widersprüche der Erscheinungen verliert, die in der Wirklichkeit des Krieges so häufig sind. Anstatt untätig stehen zu bleiben oder ohne bestimmten Zweck umherzuirren, wird ein solcher Befehlshaber freilich besser tun, seinem Nachbar zu Hülfe zu eilen, wenn ein heftiges Feuer seine Noth andeutet. Aber vom Marschall Grouchy zu verlangen, dass er sich um Blücher nicht weiter bekümmern, sondern dahin Marschiren sollte, wo ein anderer Teil des Heeres mit einem anderen Feinde eine Schlacht liefert, das wäre gegen alle Theorie und Praxis. Dass der General Gérard diesen Rath den 18. Mittags in Sart-lez-Walhain wirklich gegeben hat, beweist nur, dass, wer die Verantwortlichkeit einer Maßregel nicht trägt, es auch nicht so genau mit der Überlegung nimmt.“

## Ehrungen
Sein Name ist am Triumphbogen in Paris in der 4. Spalte eingetragen.

## Veröffentlichungen
- Observations sur la relation de la campagne de 1815 publiée par le général Gourgaud. Philadelphia 1819.
- Memoires du maréchal de Grouchy. 5 Bde. Paris 1873–75. (hrsg. von seinem Enkel)